# Nino Serdarušić
Nino Serdarušić (Zagreb, Croacia, 13 de diciembre de 1996) es un tenista profesional croata.

## Vida personal
En 2022, después de perder en la clasificación del Abierto de Australia, su hermano y entrenador, Filip Serdarušić, fue deportado por no estar vacunado.

## Títulos ATP (1; 0+1)

### Dobles (1)
| Leyenda                         |
| ------------------------------- |
| Grand Slam (0)                  |
| ATP World Tour Finals (0)       |
| ATP World Tour Masters 1000 (0) |
| ATP World Tour 500 (0)          |
| ATP World Tour 250 (1)          |

| N.º | Fecha               | Torneo | Superficie    | Pareja    | Oponentes en la final           | Resultado            |
| --- | ------------------- | ------ | ------------- | --------- | ------------------------------- | -------------------- |
| 1.  | 29 de julio de 2023 | Umag   | Tierra batida | Blaž Rola | Simone Bolelli Andrea Vavassori | 4-6, 7-6(2), [15-13] |

## Títulos ATP Challenger (2; 0+2)

### Dobles (2)
| N.º | Fecha                    | Torneos                  | Superficie    | Pareja         | Oponentes                  | Resultado |
| --- | ------------------------ | ------------------------ | ------------- | -------------- | -------------------------- | --------- |
| 1.  | 12 de septiembre de 2021 | Challenger de Banja Luka | Tierra batida | Antonio Šančić | Ivan Sabanov Matej Sabanov | 6-3, 6-3  |
| 2.  | 26 de marzo de 2023      | Challenger de Zadar      | Tierra batida | Manuel Guinard | Ivan Sabanov Matej Sabanov | 6-4, 6-0  |